# Euproctis sublunata
Euproctis sublunata är en fjärilsart som beskrevs av Rothschild 1920. Euproctis sublunata ingår i släktet Euproctis och familjen tofsspinnare. Inga underarter finns listade i Catalogue of Life.